# John Hannah
John David Hannah (East Kilbride, Escocia, 23 de abril de 1962), más conocido como John Hannah, es un actor británico de cine, televisión y teatro. Es conocido por interpretar a Jonathan Carnahan en las películas La momia, The Mummy Returns y La momia: la tumba del emperador Dragón, y también por interpretar a Holden Radcliffe en las serie de televisión del UCM Agents of S.H.I.E.L.D.. Hannah está casado con la actriz Joanna Roth.

## Biografía
John nació en East Kilbride, Escocia (Reino Unido), siendo el más joven de tres hermanos; tiene dos hermanas mayores. Estudió en la Royal Scottish Academy of Music and Drama y antes de que despegara su carrera como actor, trabajó como electricista en Escocia. Tras graduarse, tuvo pequeños papeles en producciones teatrales y en la televisión, medio con el que ha estado muy ligado.
Comenzó su carrera en televisión con el largometraje Bookie, en 1987, y seguiría participando en otros largometrajes como Faith, coprotagonizado por Michael Gambon, o The Love Bug, con Bruce Campbell.
Debutó en cine en 1990, en el drama Harbour Beat, pero fue su papel en la comedia romántica Sliding Doors, con Gwyneth Paltrow, y en el éxito internacional Cuatro bodas y un funeral, lo que consolidó su carrera.
En 1997, junto al productor escocés Murray Ferguson, fundó la productora Clerkenwell Films. Su mayor producción fue la serie Rebus, que él mismo protagonizó.
A partir de 1999, John interpretó al personaje de Jonathan Carnahan (hermano de Evelyn Carnahan) en la película La momia y lo siguió interpretando en sus secuelas (The Mummy Returns y La momia: la tumba del emperador Dragón).
En 2010 caracterizó a Lentulus Batiatus en la serie Spartacus: Blood and Sand, rol que repitió en la precuela posterior de la serie: Spartacus: Gods of the Arena.
Entre 2016 y 2017 participó de la tercera y cuarta temporada de la serie Agents of S.H.I.E.L.D., de la cadena ABC, en el papel recurrente del doctor Holden Radcliffe.

## Filmografía parcial

### Cine y televisión
- 1994: Cuatro bodas y un funeral
- 1995: Madagascar Skin
- 1995: The Innocent Sleep
- 1995: Blast Away
- 1997: Romance and Rejection
- 1997: Resurrection Man
- 1997: The James Gang
- 1998: Sliding Doors
- 1999: The Hurricane
- 1999: The Mummy
- 1999: The Intruder
- 2000: Pandaemonium
- 2000: Circus
- 2001: The Mummy Returns
- 2001: Before You Go
- 2002: Dr. Jekyll and Mr. Hyde
- 2002: I'm With Lucy
- 2003: I Accuse
- 2004: Agatha Christie's Marple: "4.50 from Paddington"
- 2007: The Last Legion
- 2007: The Sinking of the Lusitania: Terror at Sea
- 2008: The Mummy: Tomb of the Dragon Emperor
- 2008: Zip 'n zoo
- 2008:  Moose in the Glen
- 2008: Agatha Christie's Poirot: "Appointment with Death"
- 2010: Spartacus: Blood and Sand
- 2011: Spartacus: Gods of the Arena
- 2013: The Wee Man
- 2016-2017: Agents of S.H.I.E.L.D.
- 2017: Dirk Gently's Holistic Detective Agency
- 2018: Overboard
- 2020: Max Cloud
- 2020: Transplant
- 2021: El informe Auschwitz
- 2023: The Last Of Us: "When You're Lost in the Darkness"
- 2023: Black Mirror
- 2024: The Decameron